# Tung Dương
Tung Dương (chữ Hán giản thể: 枞阳县, Hán Việt: Tung Dương huyện) là một huyện của địa cấp thị Đồng Lăng, tỉnh An Huy, Cộng hòa Nhân dân Trung Hoa. Huyện này có diện tích 1808 km², dân số 960.000 người, mã số bưu chính 246500, huyện lỵ đóng tại trấn Phu Ngọc. Tháng 10 năm 2015, Quốc vụ viện Trung Quốc phê chuẩn chuyển huyện Tung Dương từ thành phố An Khánh sang thành phố Đồng Lăng quản lý.
Về mặt hành chính, huyện Tung Dương được chia thành 12 trấn và 10 hương. 
- Trấn: Tung Dương, Nghĩa Tân, Thang Câu, Kỳ Lân, Hạng Phô, Phù San, Hoành Phu, Chu Đàm, Tiền Kiều, Lão Châu, Ngẫu San, Trần Giao Hồ.
- Hương: Quan Kiều, Vũ Đàn, Hội Quan, Kim Xã, Bạch Hồ, Tiền Phô, Bạch Mai, Phượng Nghi, Thiết Đồng, Trường Sa.